# Hochschule dual

Dualissimo-Preis, den hochschule dual an herausragende Dual-Studierende vergibt

Die Dachmarke „hochschule dual - Bayerns Netzwerk für duales Studieren“, kurz hochschule dual, bündelt seit 2006 alle dualen Studienangebote an den 19 staatlichen bayerischen Hochschulen für angewandte Wissenschaften und Hochschulen in kirchlicher Trägerschaft sowie der assoziierten Technischen Hochschule Ulm. Eigene Qualitätskriterien geben einen verlässlichen Rahmen für Studierende, Hochschulen und Praxispartner.

## Aufgaben
2006 wurde hochschule dual als Initiative aller staatlichen Hochschulen für angewandte Wissenschaften in Bayern gegründet, um die dualen Studienangebote der Netzwerk-Hochschulen sichtbar zu machen. Der Träger der Initiative ist das Bayerische Staatsministerium für Wissenschaft, Forschung und Kunst. Alle dualen Studienangebote zeichnen sich durch einen sehr nahen Praxisbezug aus. Anders als bei Berufsakademien oder Dualen Hochschulen entspricht der Theorieumfang dem des regulären akademischen Hochschulstudiums. Aufgrund des dualen Charakters haben Studierende bereits während des Studiums umfangreiche Einblicke in den späteren Berufsalltag. Vorlesungen an der Hochschule und Arbeitszeiten im Unternehmen wechseln sich regelmäßig ab. Die Studierenden haben eine vertragliche Bindung in Form eines Ausbildungs-, Bildungs- oder Arbeitsvertrags und erhalten vom Unternehmen eine regelmäßige Vergütung. Die Geschäftsstelle ist heute Teil des Geschäftsbereichs Praxis & Transfer des Bayerischen Zentrums für Innovative Lehre. Im zweijährigen Abstand vergibt hochschule an herausragende Absolventinnen und Absolventen dualer Studiengänge den Dualissimo-Preis.

## Duale Studienmodelle
Unter dem Dach von hochschule dual werden zwei Arten von dualen Studienmodellen angeboten:
1. Verbundstudium, ein ausbildungsintegrierter dualer Studiengang, der aus einem akademischen Hochschulstudium mit Bachelorabschluss sowie einer Berufsausbildung im Unternehmen mit Kammerabschluss besteht.
2. Studium mit vertiefter Praxis, ein praxisintegrierter dualer Studiengang, der aus einem akademischen Hochschulstudium mit Bachelorabschluss sowie Praxisphasen im Unternehmen ohne Kammerabschluss besteht.

## Duale Studienfächer
- Angewandte Chemie
- Augenoptik/Optometrie
- Automobil- und Nutzfahrzeugtechnik
- Automobilinformatik
- Automobiltechnik und Management
- Automobilwirtschaft/-technik
- Bauingenieurwesen
- Betriebswirtschaft
- Betriebswirtschaft und Recht
- Bioprozessinformatik
- Druck- und Medientechnik
- Elektrotechnik/Informationstechnik
- Energie- und Gebäudetechnologie
- Energie-/Umwelttechnik
- Erneuerbare Energien und Energiemanagement
- Fahrzeugtechnik
- Fahrzeugtechnik und Flugzeugtechnik
- Flug- und Fahrzeuginformatik
- Gartenbau
- Geotelematik und Navigation
- Gesundheitswirtschaft
- Handels- und Dienstleistungsmanagement
- Holzbau und Ausbau
- Holztechnik
- Industrieelektronik
- Informatik
- Informationssysteme
- Ingenieurinformatik
- Innenausbau
- Innovative Textilien
- Integrative Gesundheitsförderung
- International Business
- International Retail Management
- Internationales Handelsmanagement
- Internationales Immobilienmanagement
- Internationales Management
- Internationales Technisches Vertriebsmanagement
- Kommunikation und Dokumentation
- Kunststoff- und Elastomertechnik
- Landschaftsbau und –Management
- Lebensmittel- und Verpackungstechnologie
- Logistik
- Management in der Gesundheitswirtschaft
- Maschinenbau
- Mechatronik/Feinwerktechnik
- Medieninformatik
- Medientechnik/Medienproduktion
- Medizintechnik
- Mikrosystemtechnik
- Nachrichtentechnik
- Patentingenieurwesen
- Pflege
- Produktionstechnik/Produktionswirtschaft
- Soziale Arbeit
- Sprachen, Management und Technologie
- Systemwerkstoffe
- Tourismusmanagement
- Umwelttechnik
- Umweltingenieurwesen
- Verfahrenstechnik (für Papier und Verpackung)
- Versicherungswirtschaft
- Versorgungstechnik/Gebäudetechnik
- Werkstofftechnik
- Wirtschaftsinformatik
- Wirtschaftsingenieurwesen
- Wirtschaftsmathematik
- Wirtschaftsrecht

## Teilnehmende Hochschulen für angewandte Wissenschaften
- Ostbayerische Technische Hochschule Amberg – Weiden
- Hochschule für angewandte Wissenschaften Ansbach
- Technische Hochschule Aschaffenburg
- Hochschule für angewandte Wissenschaften Augsburg
- Hochschule für angewandte Wissenschaften Coburg
- Technische Hochschule Deggendorf
- Hochschule für angewandte Wissenschaften Hof
- Technische Hochschule Ingolstadt
- Hochschule für angewandte Wissenschaften Kempten
- Hochschule für angewandte Wissenschaften Landshut
- Hochschule für angewandte Wissenschaften München
- Katholische Stiftungshochschule München
- Hochschule für angewandte Wissenschaften Neu-Ulm
- Technische Hochschule Nürnberg Georg Simon Ohm
- Evangelische Fachhochschule Nürnberg
- Ostbayerische Technische Hochschule Regensburg
- Technische Hochschule Rosenheim
- Technische Hochschule Ulm (assoziierte Hochschule in Baden-Württemberg)
- Hochschule für angewandte Wissenschaften Weihenstephan-Triesdorf
- Technische Hochschule für angewandte Wissenschaften Würzburg-Schweinfurt